# Antemurale Christianitatis
Antemurale Christianitatis (hrv. ‘Predziđe kršćanstva’) jest latinski naslov koji je u pismu banu Petru Berislaviću iz 1519. godine papa Lav X. dao Hrvatskome Kraljevstvu. To nije bio jedini naslov takvoga tipa; isti se pojavljuje i u drugih kršćanskih država u sukobu s Osmanlijama, primjerice Poljsko-Litavske Unije.
Papa, međutim, nije bio prvi koji je Hrvatskome Kraljevstvu dao takav naslov. Plemstvo južnih hrvatskih krajeva uputilo je 10. travnja 1494. godine sa sabora u Bihaću pismo papi Aleksandru VI. i rimsko-njemačkome caru Maksimilijanu I. tražeći pomoć protiv osmanskih napada u kojemu je Hrvatsku nazvalo »kulom i predziđem kršćanstva«:
 Ovu silu mi već sedamnaest godina zaustavljamo gubeći naša tijela, živote i sva moguća naša dobra, te poput kule i predziđa kršćanstva branimo svakodnevnim ratovanjem kršćanske zemlje, koliko nam je to uopće ljudski moguće. Neka Vam dakle po nama bude rečeno ovo: ako bi mi popustili Turcima, tada bi oni u svako doba mogli zaskočiti kršćanstvo iz Hrvata.
Kada su Turci 1453. godine osvojili Carigrad, papa Kalist III. pozvao je sve kršćanske narode u križarski rat. U kršćanskoj vojsci koja je u srpnju godine 1456. porazila 150 000 turskih vojnika pod Beogradom, sudjelovao je veliki broj Hrvata koje je pokrenuo franjevac Ivan Kapistran (1386. – 1456.). Protuosmanski križar i branitelj kršćanstva sv. Ivan Kapistran umro je 1456. godine u Iloku, a zbog mnogobrojnih posmrtnih čudesa i viđenja proglašen je svecem.
Godine 1521. Beograd je pao pod osmansku vlast, a hrvatski pisci i diplomati ukazali su na dramatičnost i ozbiljnost situacije pišući da je taj grad »bedem kršćanstva, ključ Europe, ključ Ugarske, tvrđava čitavoga Kraljevstva i ugarska stražica«. Sljedeće godine, na njemačkomu državnom saboru u Nürnbergu upotrebljen je za Hrvatsku izraz Zwingermaurer (‘tvrđava’), a austrijski nadvojvoda Ferdinand Habsburški govorio je da »viteški kršćanski narod« Hrvatā »poput štita« stoji ispred Štajerske, Koruške i Kranjske te cijele srednje Europe i zapadnoga kršćanskog svijeta. Na sjednici je knez Bernardin Frankapan (1453. – 1529.) molio za pomoć, podsjećajući da je »Hrvatska štit i vrata kršćanstva«, dok je njegov sin Krsto 1. srpnja 1523. godine u memorijalu papi Hadrijanu VI. upozorio da je Hrvatska »predziđe ili dver kršćanstva, a naročito pograničnih zemalja Koruške, Kranjske, Istre, Furlanije i Italije«. U istome značenju su i stihovi iz pjesme Trublja slovinska baroknoga pjesnika Vladislava Menčetića koji 1665. godine piše:
 Od ropstva bi davno u valih
potonula Italija

o hrvatskijeh da se žalih

more otmansko ne razbija!
Protiv višestruko brojčano jačih turskih osvajača, Hrvati su vodili najžešće ratove u 16. stoljeću i 17. stoljeću koja su nazvana duo plorantes saecula Croatiae (‘dva plačuća stoljeća Hrvatske’). Većinu obrane financirali su austrijski unutarnji staleži (otprilike iznad 95 %), a obrani granice nije sudjelovao samo hrvatski etnički element, nego i njemački, mađarski te etnicitet kojeg se obično naziva »vlaški«, a čiji su pripadnici uglavnom (ne isključivo) pravoslavne vjeroispovijesti.
U skoro 400 godina dugome ratovanju protiv osmanskih osvajača, proslavili su se mnogi imenima znani i neznani hrvatski ratnici i junaci. Najpoznatiji među njima bili su:
- Marko Skoblić, branitelj Zemuna, kojega su Turci svezanoga bacili pod bijesnoga slona jer se nije htio poturčiti i pokloniti osmanskome sulatanu
- ban Petar Berislavić (1475. – 1520.) koji je zbog sjajne pobjede kod Dubice na Uni 1513. dobio na dar blagoslovljeni mač i klobuk od pape Lava X.
- senjski kapetan Petar Kružić (1491. – 1537.) koji je punih 15 godina branio okruženi Klis
- vrhovni kapetan Nikola Jurišić (o. 1490. – 1545.) koji je 1532. godine sa samo 700 Hrvata zaustavio  Sulejmanovih 140 000 vojnika na njihovu vojnomu pohodu za Beč
- ban Nikola Šubić Zrinski (1508. – 1566.) koji je 1542. godine s 400 Hrvata spasio Peštu od sigurne propasti.

Godine 1566. Sulejmana I., koji je krenuo s preko 100 000 vojnika osvojiti Beč i potom čitavu Europu, zaustavio je pod Sigetom Nikola Šubić Zrinski s 2500 hrvatskih ratnika, pri čemu su ubili preko 30 000 Turaka, a sami su zbog hrabrosti i junačke smrti »ušli u legendu« svjetske ratne i vojne povijesti.
Još neki poznati i slavni ratnici bili su:
- hrvatski ban Toma Erdödy (1558. – 1624.) koji je s hrvatskim ratnicima ostvario sjajnu pobjedu 1593. godine kod Siska koja je ujedno bila prekretnica u ratu Hrvata s Turcima
- ban Ivan III. Drašković († 1648.), jedini Hrvat na položaju ugarskoga palatina u to vrijeme, kojega su nazvali defensor Croatiae
- ban Nikola VII. Zrinski (1620. – 1664.) i ban Petar IV. Zrinski (1621. – 1671.) koji su nanijeli velike gubitke turskoj vojsci
- ban Ivan Karlović (1485. – 1531.)
- ban Petar Keglavić (1478. – 1554.)
- Krsto I. Frankapan Brinjski (1482. – 1527.)
- general Ivan Lenković († 1569.)
- kapetan Grgur Orlovčić († 1526.)
- ban Matko Talovac († 1445.)
- ban Juraj V. Zrinski (1599. – 1626.)
- zapovjednik Marko Horvat Stančić (o. 1520. – 1561.)
- zapovjednik Vid Hallek
- ban Petar II. Erdődy (1504. – 1567.)
- svećenik Marko Mesić (1640. – 1713.)
- fra Luka Ibrišimović (1626. – 1698.).